# بوب زيمر
بوب زيمر هو سياسي كندي، ولد في 20 أكتوبر 1968 في دوسن كريك في كندا. حزبياً، نشط في حزب المحافظين الكندي. وقد انتخب عضو مجلس العموم الكندي عن دائرة Prince George—Peace River—Northern Rockies ‏ وقد انضم خلال فترته النيابية ‏  للكتلة البرلمانية حزب المحافظين الكندي.